# Circuit del Nord
El Circuit del Nord (en euskera Iparraldeko Zirkuitua, en castellà Circuito del Norte) és una competició ciclista per etapes que es disputà a Euskadi i voltants entre 1939 i 1945. La cursa era organitzada per la Sociedad Ciclista Bilbaína.
La cursa serví per suplir la desaparició de la Volta al País Basc en finalitzar la Guerra Civil espanyola. Les dificultats econòmiques de l'època van fer que sols es disputessin 5 edicions i que el 1943 i 1944 fos suplerta pel Gran Premi Ajuntament de Bilbao, una cursa amb menys etapes i pressupost que el Circuit del Nord.

## Palmarès
| Any  | Vencedor          | Segon                | Tercer                |
| ---- | ----------------- | -------------------- | --------------------- |
| 1939 | Marià Cañardo     | Federico Ezquerra    | Fermín Trueba         |
| 1940 | Federico Ezquerra | Delio Rodríguez      | Antonio Andrés Sancho |
| 1941 | Fermín Trueba     | Jesús Dermit         | Antonio Andrés Sancho |
| 1942 | Federico Ezquerra | Martín Mancísidor    | Fermín Trueba         |
| 1945 | Miquel Gual       | Gottfried Weilenmann | Julián Berrendero     |